# Eparchia di Nerčinsk

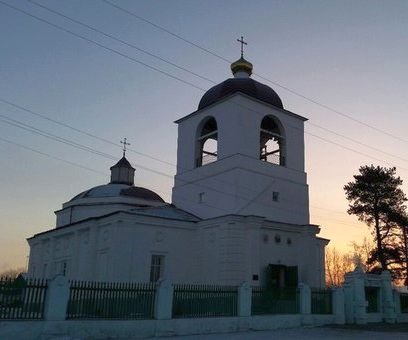
La cattedrale della Risurrezione di Nerčinsk.

L'eparchia di Nerčinsk (in russo: Нерчинская епархия) è una diocesi della Chiesa ortodossa russa, appartenente alla metropolia della Transbajkalia.

## Territorio
L'eparchia comprende parte del territorio della Transbajkalia nel circondario federale dell'Estremo Oriente.
Sede eparchiale è la città di Nerčinsk, dove si trova la cattedrale della Risurrezione. L'eparca ha il titolo ufficiale di «eparca di Nerčinsk e Krasnokamensk».
Nel 2018 l'eparchia è suddivisa in 4 decanati per un totale di 42 parrocchie.

## Storia
L'eparchia di Nerčinsk eretta dal Santo Sinodo della Chiesa ortodossa russa il 25 dicembre 2014, ricavandone il territorio dall'eparchia di Čita.